# Photedes punicea
Photedes punicea là một loài bướm đêm trong họ Noctuidae.